# 磷酸二氫鉀
磷酸二氢鉀（化学式：KH2PO4）又稱磷酸一鉀，KDP，是一种酸式盐。

## 性质
無色四方晶系結晶或白色結晶粉末，有潮解性，溶於水，不溶於乙醇，低毒性，健康危害等級1。水溶液有酸性，1%磷酸二氢钾溶液的pH为4.6。加热到400°C时熔化为透明状的液体，冷却后固化为不透明玻璃状的偏磷酸钾。

## 制取
由适量的磷酸与碳酸钾反应而得。或由计算量的磷酸与氢氧化钾溶液反应，再经脱色、过滤、浓缩、冷却、结晶、离心分离和干燥得到。

## 用途
工业级磷酸二氢钾产品的应用领域非常广泛，在主要行业中的具体用途分别是：农业上用作高效磷钾复合肥，并且，磷酸二氢钾产品广泛适用于各类型经济作物、粮食、瓜果、蔬菜等几乎全部类型的作物；在食品工业中，磷酸二氢钾作为烘焙食品添加剂和营养调味添加剂使用；化学工业中作为生产焦磷酸钾和其它钾盐的化工原料；在光学领域被用作倍频材料。